# 线性矩阵不等式
线性矩阵不等式是凸优化中，具有形式：
{\displaystyle \operatorname {LMI} (y):=A_{0}+y_{1}A_{1}+y_{2}A_{2}+\cdots +y_{m}A_{m}\geq 0\,}
的表达式, 其中,
- {\displaystyle y=[y_{i}\,,~i\!=\!1,\dots ,m]} 是一个实向量,
- {\displaystyle A_{0},A_{1},A_{2},\dots ,A_{m}} 是 {\displaystyle n\times n} 的实对称矩阵 {\displaystyle \mathbb {S} ^{n}},
- {\displaystyle B\geq 0}是廣義的不等式，意思是在{\displaystyle \mathbb {S} ^{n}}的半正定子空間 {\displaystyle \mathbb {S} _{+}}內，{\displaystyle B}是半正定矩陣。

线性矩阵不等式表示y的凸集限制條件。

## 應用
有一些有效率的數值方法可以判斷线性矩阵不等式是否可行（是否存在向量y使得LMI(y) ≥ 0），或解出有LMI限制條件的凸優化問題。
許多控制理论、系統識別及信号处理的最佳化問題都可以表示為线性矩阵不等式。线性矩阵不等式也可以應用在Polynomial SOS中。原型的原始半定規劃及對偶半定規劃都是實線性函數的最小化，分別屬於控制此LMI的原始凸錐及對偶凸錐。

## 求解
凸優化的主要突破是導入了内点法。這個方法是在一系列的論文中發展的。在尤里·涅斯捷羅夫及阿爾卡迪·內米羅夫斯基探討LMI問題的論文中引起學術界的注意。

## 外部連結
- S. Boyd, L. El Ghaoui, E. Feron, and V. Balakrishnan, Linear Matrix Inequalities in System and Control Theory （页面存档备份，存于）  (book in pdf)
- C. Scherer and S. Weiland Course on Linear Matrix Inequalities in Control, Dutch Institute of Systems and Control (DISC).